# U18B型柴油机车
U18B型柴油机车是美国通用电气公司于1973年推出的一款柴油机车，也是最后一款为北美本土市场提供的“通用”系列车型。这款机车是为重载调车和干线小运转任务而设计的四轴柴油机车，其主要竞争对象是易安迪的GP38-2型柴油机车。型号当中的“U”代表“通用”系列、“18”代表单节功率为1800马力、“B”代表机车轴式为Bo-Bo。
U18B型柴油机车采用底架承载的单司机室外走廊式车体结构。机车走行部为两台采用中心销牵引方式的二轴转向架，并且可按客户意愿选用通用电气的FB2型浮动摇枕式转向架，或者从已报废易安迪机车上换下来的布贝格B型转向架。机车装用一台八气缸、四冲程、涡轮增压的7FDL8型柴油机，额定功率为1800马力。传动系统方面，通用电气公司提供了直—直流电或者交—直流电传动两种方案供选择，但订购U18B型柴油机车的铁路公司都采用了成本较低的直—直流电传动装置，利用柴油机直接驱动一台GT-581型直流发电机，并将发出的直流电供给四台并联的GE-752E6型串励直流牵引电动机。
从1973年3月投入批量生产直到1976年10月停产为止，通用电气公司共生产了163台U18B型柴油机车，美国国内只有两家一级铁路公司（缅因州中央铁路、海岸沿海铁路）、一家二级铁路公司（普罗维登斯和伍斯特铁路）和一家公用事业企业（得克萨斯公用事业公司）订购了该型机车，而国外用户则只有墨西哥国家铁路。根据当时通用电气公司的产品发展计划，U18B型柴油机车的同级后继产品应为“Dash 7”系列的B18-7型柴油机车，但由于该型机车从来没有收到过订单，因此实际上亦只存在于通用电气的产品型录上。

## 参看
- U23B型柴油机车
- U18C型柴油机车
- U17C型柴油机车